# Dbox2

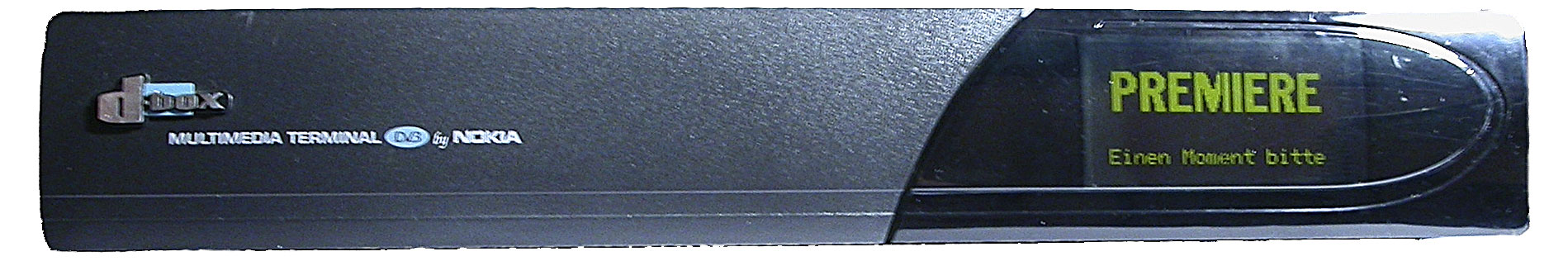
Nokia DBox2

Dbox 2 – цифровой приемник спутникового и кабельного телевидения (set-top box). Широко использовался для приема каналов платного телевидения. С августа 1996 D-Box предлагался по цене до 890 DM (455 евро), производился по заказу группы Kirch's DF1, германского оператора цифрового телевидения, который позже присоединился к Premiere (сейчас Sky Deutschland). Был разработан и произведен компанией Nokia, потом также производился фирмами Philips и Sagem на основе лицензии. Встроенный порт Ethernet позволяет подключение устройства к локальной сети, а также сети Интернет. Таким образом, имеется возможность сохранения потока данных на сетевых дисках, распространения потока в системах IPTV или просмотра через клиент VideoLAN (VLC).
После банкротства Kirch Media в 2001 году производство Dbox2 было остановлено. Но так как устройство имело возможность смены официального программного обеспечения на Линукс и обеспечивало просмотр платного телевидения без абонентской платы (кардшаринг), ресиверы данной модели еще долго присутствовали на вторичном рынке по довольно высокой цене. Преемником Dbox2 стала линейка ресиверов Dreambox компании Dream Multimedia.